# Cueva de Praileaitz
Praileaitz I-grottan ligger i kommunen Deba, i provinsen guipuzcoan, Baskien, Spanien. I den har man hittat en antal grottmålningar "baserade på ränder och prickar" tillsammans med 29 dekorationer med anor från Magdalénienkulturen med en ålder på cirka 15 500 år. Fynden indikerar att grottan var säte för någon shaman. Verktyg av sten har också hittats, daterade till en period på mellan 40 000 och 120 000 år och visar att grottan varit bebodd av cromagnonmänniskan och neandertalare. Fyndplatsen är förklarad som ett skyddat monument.
Grottan ligger i exploateringsmiljön för Sasiolas stenbrott som är aktivt, vilket riskerar att påverka platsen.

## Historia
Grottan upptäcktes av Mikel Sasieta och Juan Arruabarrena 1983. De första utgrävningarna av Praileaitz I-grottan utfördes i början av år 2000 av Sociedad de Ciencias Aranzadi under ledning av arkeologen Xabier Peñalver. Under utgrävningarna 2006 och 2007 hittades ett stort antal fynd som hänfördes till magdalénienkulturen.
I början av augusti 2006 lokaliserades flera paleolitiska grottmålningar under en arkeologisk utgrävning. Det är en icke-figurativ ikonografisk samling som består av flera uppsättningar av röda prickar och ränder, isolerade eller bildande serier. Målningarna gjordes för cirka 18 000 år sedan och är hänförliga till solutréenkulturen.
I juli 2014 upptäcktes en ny ingång. Den nya entrén, med nya gallerierna, kan innehålla huvuddelen av fyndplatsen, eftersom paleolitiska människor helst bodde i grottornas mynning, inte inne i dem. Det uppskattas att material från övre paleolitikum och moustérienkulturen kommer att hittas. Den nya entrén grävdes ren vid utgrävningar 2015 och lämnade en tre meter hög mynning. I utgrävningarna 2016 dök det upp rester av bearbetade stenar från mellanpaleolitikum och även rester av djur, både köttätare och växtätare.
Georadarstudier på området för grottans huvudingång visar att det finns en utgrävbar tjocklek på sex meter, medan den i ingången som upptäcktes 2014 är mer än tio meter. De stenlämningarna som hittats är gjorda av kvartsit och skiffer, men endast ett flintverktyg har hittats. Det är slående att ingen skrapa har hittats, eftersom detta verktyg var det vanligaste.
Grottan var bebodd under lång tid för 35 000 till 100 000 år sedan.